# Anserville
Anserville  is een plaats en voormalige gemeente in het Franse departement Oise in de regio Hauts-de-France en telt 435 inwoners (1999). De plaats maakt deel uit van het arrondissement Beauvais.

## Geschiedenis
De gemeente werd op 1 januari 2016 opgeheven en opgenomen in de gemeente Bornel.

## Geografie
De oppervlakte van Anserville bedraagt 6,9 km², de bevolkingsdichtheid is 63,0 inwoners per km².
De onderstaande kaart toont de ligging van Anserville met de belangrijkste infrastructuur en aangrenzende gemeenten.

## Demografie
Onderstaande figuur toont het verloop van het inwonertal.